# Judith Franssen
Judith Franssen, née le 18 mai 1991 à Ede, est une handballeuse néerlandaise. Elle évolue au poste d'arrière droite au Saint-Grégoire Rennes Métropole Handball depuis 2016. En 2017, elle est nommée capitaine de l'équipe D2 du Saint-Grégoire Rennes.

## Carrière
Franssen remporta un championnat de Belgique et une Coupe de Belgique respectivement en 2012 et en 2013.
En 2015, elle quitte le club de Visé et rejoint la réserve de la formation professionnelle française du CJF Fleury Loiret Handball évoluant en Nationale 1, soit le troisième niveau de hiérarchie française. En 2016, elle intègre le club rennais de handball féminin qui évolue en Division 2. La Néerlandaise met fin à sa carrière en juin 2019 après la remontée des Brétiliennes dans le championnat de Division 2.

## Palmarès

### En club
- Championne de Belgique en 2012 et 2014 avec Fémina Visé
- Vainqueur de la Coupe de Belgique en 2013  avec Fémina Visé